# Murraya kwangsiensis
Murraya kwangsiensis là một loài thực vật có hoa trong họ Cửu lý hương. Loài này được (C.C. Huang) C.C. Huang mô tả khoa học đầu tiên năm 1978.